# Kerguelenand
Kerguelenand (Anas eatoni) är en and som enbart förekommer på öar i södra Indiska oceanen.

## Utseende
Kerguelenanden har en kroppslängd på 40-45 centimeter. Den påminner om en liten stjärtandshona och har ibland också behandlats som underart till den arten. Den är dock allmänt mörkare, mer rödbrun och fjällteckningar på flankerna mindre och mindre tydliga. 
Hanen har förlängda mittersta stjärtpennor och en grön vingspegel kantad av vitt. En liten andel av hanarna (1%) antar en ljusare häckningsdräkt med spår av chokladbrunt på huvudet och ett vitt streck utmed nacken. Honan har brun vingspegel kantad av vitt. 
Underarterna är lika, men drygalskii (se nedan) lite mindre, mer gulbrun på bröstet och vissa individer uppvisar fin marmorering på nedre delen av nacken och flankerna.

## Utbredning och underarter
Kerguelenand delas upp i två underarter med följande utbredning:
- Anas eatoni eatoni – nominatformen förekommer på Kerguelen
- Anas eatoni drygalskii (Reichenow, 1875) – förekommer i Crozetöarna

## Ekologi
Kerguelenanden hittas i små sötvattenssjöar, våtmarker, i vattendrag och på myrar, vintertid i skyddade kustvikar. Fågeln födosöker mest dagtid efter kräftdjur, ryggradslösa djur och olika sorters frön. Framför allt när den ruggar födosöker den även på natten och besöker då sjöelefantkolonier.
Fågeln häckar mellan november och slutet av januari eller februari. Den bygger sitt bo fodrat med mossa och dun oftast i gräs, ibland i en klippskreva. Honan lägger och ruvar fem blekt olivgröna ägg.

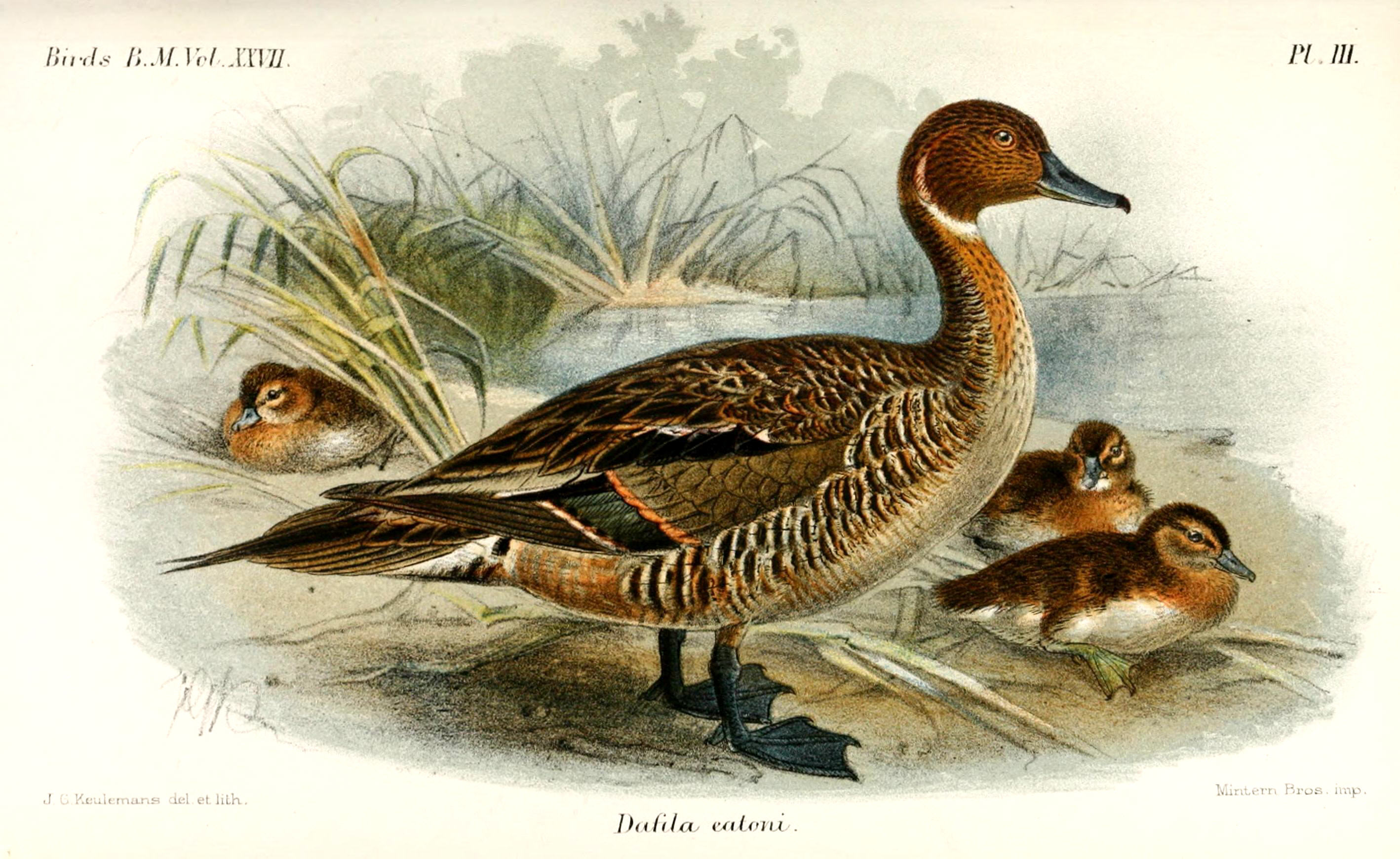
Med dunungar, illustration av John Gerrard Keulemans, 1895

## Status och hot
På 1980-talet uppskattade man populationen på Crozetöarna till 600-700 par och på Kerguelen 15.000-20.000 par. Sedan dess tros den dock ha minskat kraftigt i antal. Internationella naturvårdsunionen IUCN kategoriserar arten som sårbar och den hotas av introducerade arter, främst tamkatt.

## Namn
Fågelns vetenskapliga artnamn hedrar Alfred Edmond Eaton (1845–1929), engelsk naturforskare och upptäcktsresande.